# 林阳子
林阳子（日语： Hayashi Yōko，1956年—），日本女律师，雅典娜律师事务所（アテナ法律事務所）的合伙人。曾于2004年至2006年担任联合国增进和保护人权小组委员会候补委员。2008年，她成为消除对妇女歧视委员会的成员，以监督《消除对妇女一切形式歧视公约》的实施情况，并在2015年担任消除对妇女歧视委员会的主席。林阳子利用她的法律专业知识来改善妇女地位和保护妇女权利。

## 履历
林阳子于1956年出生于日本茨城县水户。就读于早稻田大学，并于1979年获得法学学士学位。她于1983年加入日本大律师事务所东京律师协会并于2002年至2004年担任日本女性律师协会副主席。
林陽子于1983年至1997年期间担任东京强奸危机中心的法律顾问。于1995年作为日本政府顾问参加在北京举行的联合国第四次世界妇女大会。1996年，她的题为“日本政府对妇女的政策”的评论文章发表在《日本妇女运动声音》（Voices from the Japanese Women's Movement）。这篇文章批评了日本在妇女在男女平等和保护方面的缺乏。
她曾是日本内阁两性平等办公室下辖的暴力侵害妇女行为专家委员会委员（2000年–2013年）和基本问题专家委员会（2009年至今）。在2011年至2012年期间，她在东京电力公司福岛核电站事故调查委员会任职。
2004年至2006年，她被选为联合国促进和保护人权小组委员会的候补委员。2008年，她成为《消除对妇女一切形式歧视公约》（CEDAW）的成员，并且在任职期间担任妇女反歧视委员会的专家。该委员会负责完成对成员国进行人权审查，并评估其在妇女包容和保护方面的表现。2015年，她开始担任消除对妇女歧视委员会主席。